# Torneio de Roland Garros
O Torneio de Roland Garros (Internationaux de France, French Open ou Aberto da França) é um torneio de tênis realizado em Paris, na França. Tem seu nome em homenagem a Roland Garros, francês pioneiro da aviação.

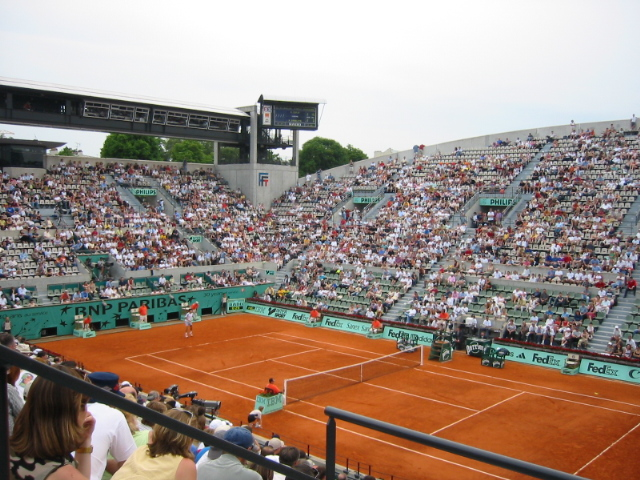
Torneio de Roland Garros

Com o Australian Open, o Torneio de Wimbledon e o US Open, o torneio de Roland Garros compõe os quatro torneios do Grand Slam de tênis. É disputado em quadra de saibro, em melhor de 5 sets para os homens e 3 sets para as mulheres. Em 1968, o torneio de Roland Garros foi o primeiro torneio do Grand Slam a ser "aberto", permitindo a participação tanto de amadores como de profissionais.
O campeonato foi disputado no Stade français em 1925 e 1927, no Racing club de France em 1926, e tem sido realizado no estádio de Roland Garros desde 1928. Antes de 1925, o torneio dos homens era reservado exclusivamente aos membros de clubes franceses de tênis, assim como o das damas antes de 1920.
Esta superfície, lenta, e a ausência de tie-break no último set podem levar a partidas com duração de várias horas e com escores bastante elevados, como o da partida entre  os franceses Fabrice Santoro e Arnaud Clément, disputada dia  25 de maio de 2004, que durou 6 horas e 22 minutos, com um resultado de 16/14 no 5º set.
Na modalidade de simples, o recorde de titulos é do espanhol Rafael Nadal, que venceu o torneio quatorze vezes (2005, 2006, 2007, 2008, 2010, 2011, 2012, 2013, 2014, 2017, 2018, 2019, 2020 e 2022). Desse modo, é o maior vencedor da competição desde o início do evento, estando à frente de Max Decugis (oito títulos) e Björn Borg (seis títulos). É também de Nadal o recorde de títulos consecutivos, com 5 conquistas entre 2010 e 2014, e a maior série invicta, com 39 vitórias entre 2010 e 2015. No Brasil, a transmissão da competição foi feita pela Manchete, nos anos 90, pela Record nos anos 2000 e mais recentemente é transmitida pelo SporTV.

## História
Oficialmente chamado de Internationaux de France de Roland-Garros e Tournoi de Roland-Garros (O "Internacional da França de Roland Garros" ou "Torneio de Roland Garros" em português), o torneio é referido como "Aberto da França" ou simplesmente como "Roland Garros", na qual pode ser dito em qualquer idioma. Em francês, a ortografia exige que os nomes compostos de lugares ou eventos que prestem homenagem alguém devem ser separados por hífen. Portanto, a grafia oficial do nome do estádio e o dos torneios é "Roland-Garros".
Em 1891, um torneio nacional de tênis aconteceu, com somente jogadores de clubes franceses. O primeiro vencedor foi um britânico H. Briggs que residia em Paris. O torneio era conhecido Championnat de France. O primeiro torneio feminino, com quatro tenistas, aconteceu em 1897. As duplas mistas foi adicionada em 1907. Este "Torneio de membros clubes franceses" foi jogado até 1924. O torneio teve quatro locais durante as edições dos anos 1891 até 1924.

## Nome dos Troféus
Os troféus foram criados entre 1989 e 1990 a pedido de Philippe-Chatrier, então presidente da Federação Francesa de Tênis. Chatrier solicitou que Joalheria Mellerio desenhasse os troféus de Roland-Garros. O tenista campeão da chave de simples masculina de Roland-Garros levanta a Copa dos Mosqueteiros. A taça recebeu esse nome em homenagem a quatro tenistas franceses: Jean Borotra, Jacques Brugnon, Henri Cochet e René Lacoste.
Os quatro tenistas, que são conhecidos como os 4 Mosqueteiros, são os responsáveis pelos seis primeiros títulos da França na Copa Davis. Na época a competição era dominada pelos Estados Unidos, assim os Mosqueteiros construíram o domínio francês, erguendo o troféu de 1927 até 1932. Além disso, eles conquistaram a maioria dos principais títulos de tênis dos anos 1920 e 1930. 
A campeã feminina de simples do torneio vai erguer a Copa Suzanne Lenglen. A tenistas francesa dominou Roland-Garros e Wimbledon entre 1919 e 1926. Desse modo, Lenglen ganhou a chave de simples, duplas e duplas mistas dos dois torneios, foram 16 títulos em Paris e 15 em Londres. A dupla masculina que ganhar o campeonato ergue a taça que homenageia o Mosqueteiro. Brougnon era especialista em duplas.
A dupla feminina que ganhar Roland-Garros ergue a taça que homenageia a duplista francesa. Mathieu triunfou em vários torneios e com parceiros e parceiras diferentes. A sua inclusão no Hall da Fama do Tênis foi em 2006. A terceira quadra de Roland-Garros se chama Court Simonne-Mathieu em sua homenagem. A dupla mista que ganhar a competição ergue a taça que homenageia o tenista. Bernard jogou simples e duplas. Sendo assim, triunfou no torneio francês e em alguns outros com parceiros e parceiras diferentes. 

## Características do piso

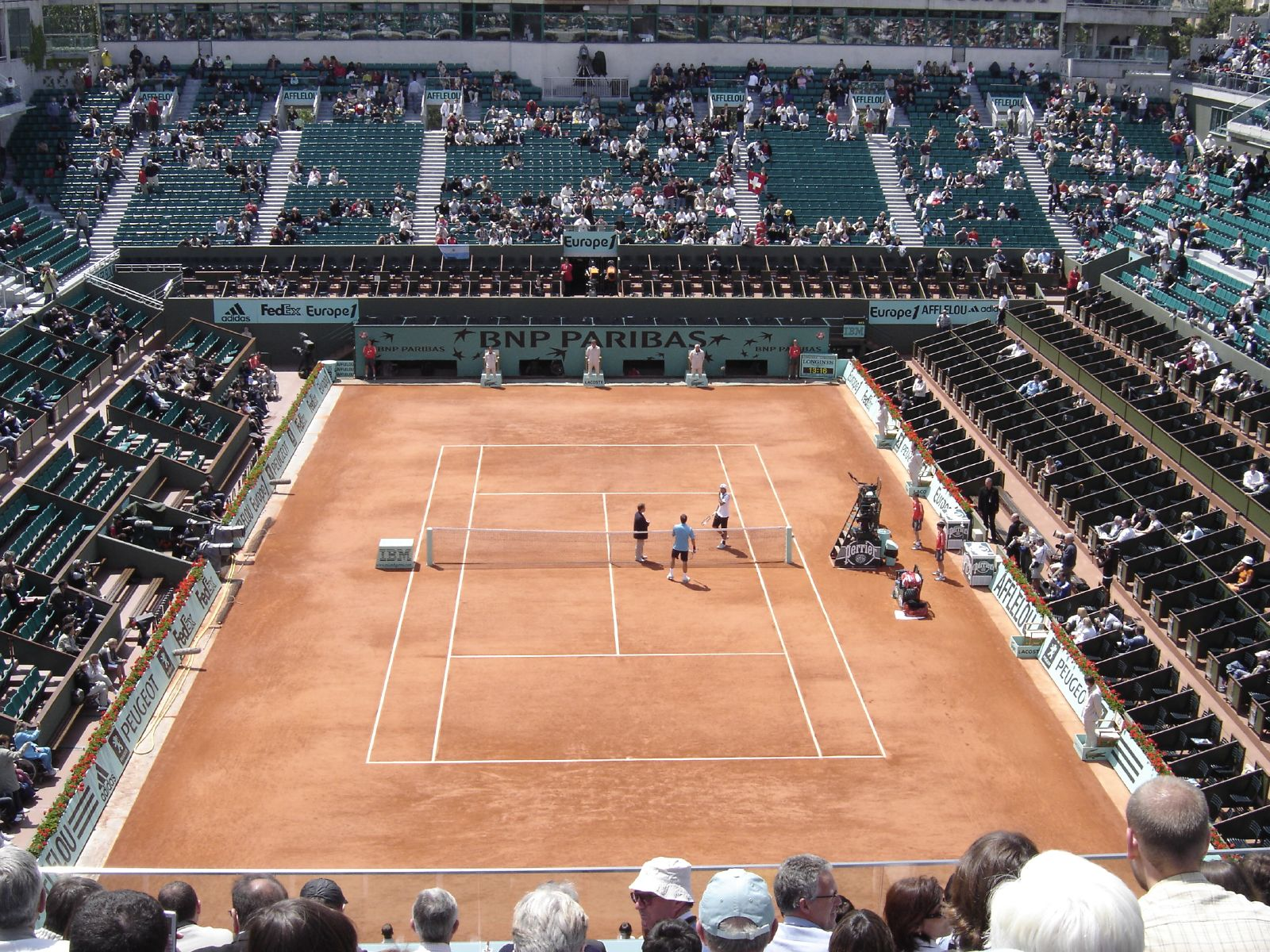
estádio de tÊnis no ano de 2007

As quadras de saibro desaceleram a bola e produz uma bola alta, quanto comparadas a outras superfícies. Por esta razão, tenistas que jogam no fundo da quadra levam vantagem, fazendo-se difícil para tenistas de outros estilos dominarem o piso. Por exemplo, Pete Sampras, ganhador de 14 Grand Slams, nunca ganhou o torneio, ao máximo fazendo semifinal. Muitos ganhadores de Slams ganharam o torneio, em que se incluem: John McEnroe, Frank Sedgman, John Newcombe, Venus Williams, Stefan Edberg, Jimmy Connors, Louise Brough, Martina Hingis e Virginia Wade.
De outro lado, outros tenistas  são adaptados ao piso, exemplos das escolas tenísticas espanholas e sul-americanas, por exemplo: Rafael Nadal, Björn Borg, Ivan Lendl, Gustavo Kuerten, Mats Wilander, Justine Henin e Chris Evert, que fizeram sucesso no torneio.  Na Era aberta, os únicos tenistas que ganharam Roland Garros e Wimbledon foram: Rod Laver, Jan Kodeš, Björn Borg, Andre Agassi, Rafael Nadal, Roger Federer, Novak Djokovic e Carlos Alcaraz.

## Pontos no Ranking
Os pontos no Ranking para homens (ATP) e mulheres (WTA) variaram através dos anos. Segue a lista atual de pontuação:
| Evento            | V    | F    | SF  | QF  | R16 | R32 | R64 | R128 | Q  | Q3 | Q2 | Q1 |
| Simples masculino | 2000 | 1200 | 720 | 360 | 180 | 90  | 45  | 10   | 25 | 16 | 8  | 0  |
| Duplas masculinas | 2000 | 1200 | 720 | 360 | 180 | 90  | 0   | —    | —  | —  | —  | —  |
| Simples feminino  | 2000 | 1300 | 780 | 430 | 240 | 130 | 70  | 10   | 40 | 30 | 20 | 2  |
| Duplas femininas  | 2000 | 1300 | 780 | 430 | 240 | 130 | 10  | —    | —  | —  | —  | —  |

## Finais
Finalistas do Torneio de Roland Garros, com seus campeões, vice-campeões e resultados, por evento:

### Profissional
Simples
- Masculinas
- Femininas

Duplas
- Masculinas
- Femininas
- Mistas

### Juvenil
Simples
- Masculinas
- Femininas

Duplas
- Masculinas
- Femininas

### Cadeira de rodas
- Masculinas e femininas (simples e duplas)